# Fontaine de la Charité
Fontaine de la Charité je zaniklá fontána v Paříži. Byla zbořena v roce 1860 při Haussmannově přestavbě Paříže.

## Historie
Výstavbu veřejné kašny nařídila královská vyhláška z roku 1671 z důvodu rozparcelování zdejších pozemků a vzniku nové ulice. Fontána byla postavena v roce 1675 na severní straně tehdejší ulice Rue Taranne vedle vstupu do špitálního kostela. Díky tomu získala svůj název (charité – milosrdenství, laskavost). Voda byla do fontány přiváděna z Arcueil ležícího jižně od Paříže.
Fontána byla zbořena v roce 1860 stejně jako celá ulice při výstavbě bulváru Saint-Germain. Z fontány se dochoval basreliéf, který vytvořil Augustin Félix Fortin. Basreliéf je umístěný na fasádě domu č. 48 v Rue de Sévigné ve čtvrti Marais.